# Dólar liberiano
O dólar liberiano (ISO 4217: LRD, abreviado como LD$) é a unidade monetária oficial da República da Libéria. É normalmente abreviado com o sinal do dólar ($) ou, alternativamente, LD$ ou L$ para distingui-lo de outras moedas homônimas.